# Не було печалі
«Не було печалі» (рос. «Не было печали») — радянський художній фільм 1982 року, знятий кіностудією «Мосфільм».

## Сюжет
Сорокарічного процвітаючого лікаря Вадима Петровича про якого все ще опікується мати, яка мріє коли-небудь підшукати йому ідеальну наречену. В їх розмірене і звичне життя несподівано вривається маленька і дуже безпосередня п'ятирічна дівчинка — дочка Вадима, про існування якої не знала ні мати Вадима, ні сам новоявлений батько…

## У ролях
- Леонід Куравльов —  Вадим Петрович Потапов, сорокарічний холостяк, директор науково-дослідного інституту
- Тетяна Пельтцер —  Юлія Дмитрівна, мати Потапова
- Катерина Хорова —  Сашенька
- Ольга Остроумова —  Євгенія, колишня однокурсниця Потапова
- Олег Вавілов —  Бобков Борис Іванович
- Юрій Назаров —  Сергій Сєрєбров
- Марія Виноградова —  сусідка
- Єлизавета Нікіщихіна —  матуся у дворі
- Віра Бурлакова — ліфтерша

## Знімальна група
- Режисер — Юсуп Даніялов
- Сценарист — Валерій Строчков
- Оператор — Ігор Бек
- Композитор — Віктор Лебедєв
- Художник — Вадим Кислих